# 庙头站 (湘桂铁路)
庙头站位于中国广西壮族自治区桂林市全州县庙头镇，为湘桂铁路车站，距离衡阳站206千米，距离凭祥站807千米。该站建于1938年，现为四等站，已不办理客运业务。